# Igor Matovič
Igor Matovič (Trnava, 11 maggio 1973) è un politico slovacco, Presidente del Governo della Repubblica Slovacca dal 21 marzo 2020 al 1º aprile 2021.

## Biografia
Segretario del partito conservatore Gente Comune e Personalità Indipendenti (OĽaNO). Dal 5 marzo 2016 è membro del Consiglio nazionale.
All'indomani delle elezioni politiche del 2020 il partito di cui è leader raccoglie il 24,87% e lui annuncia la volontà di formare il miglior governo della storia slovacca.
Il 4 marzo la presidente Zuzana Čaputová gli affida l'incarico di formare il nuovo governo e il successivo 13 marzo egli dichiara di avere raggiunto un accordo per formare una coalizione di centro-destra con i partiti Siamo una Famiglia, Libertà e Solidarietà e Per la Gente. Dopo aver ottenuto l'approvazione della presidente il 16 marzo, il 18 marzo annuncia la lista dei ministri del suo governo, che ha giurato ed è entrato in carica il 21 marzo 2020.
Il 29 marzo 2021 si è dimesso dopo che, all'insaputa degli altri membri del governo e della maggioranza che lo stava sostenendo, ha deciso di acquistare duecentomila di dosi del vaccino di produzione russa Sputnik V, non autorizzato dall'Agenzia europea per i medicinali (EMA). Da mesi era criticato per la pessima gestione della seconda ondata della pandemia di COVID-19 dei mesi di febbraio e marzo 2021 nel corso della quale la Slovacchia era divenuto il paese membro col maggior numero di decessi procapite.
Nello stesso 2021 diviene ministro delle finanze del governo Heger. Nel giugno del 2022 si oppone a un pacchetto di aiuti per le famiglie promosso dagli alleati di SaS. A seguito della crisi nel mese di settembre 2022 i ministri di SaS si dimettono e vengono sostituiti con ministri indipendenti. Con l'uscita di SaS dalla compagine governativa, l'esecutivo Heger diventa un governo di minoranza, che può contare su 70 seggi su 150.